# Rhinobatos cemiculus
Rhinobatos cemiculus és un peix de la família dels rinobàtids i de l'ordre dels rajiformes.
Pot arribar als 242 cm de llargària total i als 49,9 kg de pes.
Menja gambes, crancs, altres crustacis i peixos.
Es troba a les costes de l'Atlàntic oriental (des del nord de Portugal fins a Angola) i de la mar Mediterrània.